# Mystic (Iowa)
Mystic es una ciudad ubicada en el condado de Appanoose en el estado estadounidense de Iowa. En el Censo de 2010 tenía una población de 425 habitantes y una densidad poblacional de 56,23 personas por km².

## Geografía
Mystic se encuentra ubicada en las coordenadas 40°46′45″N 92°56′41″O / 40.77917, -92.94472. Según la Oficina del Censo de los Estados Unidos, Mystic tiene una superficie total de 7.56 km², de la cual 7.56 km² corresponden a tierra firme y (0%) 0 km² es agua.

## Demografía
Según el censo de 2010, había 425 personas residiendo en Mystic. La densidad de población era de 56,23 hab./km². De los 425 habitantes, Mystic estaba compuesto por el 98.82% blancos, el 0.24% eran afroamericanos, el 0% eran amerindios, el 0% eran asiáticos, el 0% eran isleños del Pacífico, el 0.71% eran de otras razas y el 0.24% pertenecían a dos o más razas. Del total de la población el 1.88% eran hispanos o latinos de cualquier raza.